# Zoe Lucas
Zoe Lucas (Halifax, Nova Escòcia, Canadà, 1950) és una naturalista canadenca que des de 1982 ha viscut a l'illa de Sable (Nova Escòcia), on estudia els cavalls salvatges de l'illa i la contaminació pels plàstics arrossegats pels corrents marins, i és l'única persona que hi resideix de manera permanent.
El 1971, quan tenia vint-i-un anys, Lucas va visitar per primera vegada l'illa de Sable, situada a uns 160 km al sud-est de la costa de la província canadenca de Nova Escòcia. Va demanar permís a la guàrdia costanera per estar-s'hi i li'n van donar per quedar-s'hi només tres dies. Després, el mateix any va poder estar-s'hi tres setmanes. Per poder-hi tornar i fer-hi una estada més llarga, el 1974 va participar com a cuinera voluntària en l'expedició d'un grup de recerca de la Universitat Dalhousie que anava a l'illa a fer treball de camp sobre les foques que hi viuen. I entre 1982 i 1983, interessada per l'ecosistema de l'illa, va començar a fer-hi ja estades molts més llargues, de deu o onze mesos cada any, col·laborant en projectes de recerca que s'hi feien.
Quan va començar a anar a l'illa de Sable era una jove estudiant de l'Escola Universitària d'Art i Disseny de Nova Escòcia atreta per les condicions naturals de l'ambient de l'illa i la seva biodiversitat. Li van interessar sobretot els cavalls ferals, descendents dels cavalls que van ser introduïts a l'illa el segle xviii; el novembre de 2022 n'hi havia al voltant de 500 exemplars.
Des dels primers anys d'estada a l'illa ha estat analitzant les deixalles que duien les ones i s'acumulaven a la costa; eren principalment residus metàl·lics, de vidre i de plàstic. Però va acabar centrant-se en els residus plàstics, que s'han convertit en un dels grans problemes de contaminació a escala mundial. Els envasos de begudes, xampú, iogurts i d'higiene personal són els més abundants. Un dels aspectes que ha analitzat és la marca dels productes dels envasos que arriben fins a l'illa; això permet saber quines són les marques que més contribueixen a contaminar els mars i quin és el seu origen. Entre les deixalles de plàstic hi ha molts envasos de productes fabricats al Regne Unit, Itàlia, Grècia i Egipte. però n'ha trobat també de Turquia, Austràlia i Indonèsia.
Per la seva tasca de recerca ambiental a l'illa de Sable, la Universitat Dalhousie va concedir-li un doctorat honoris causa.
La directora de cinema canadenca Jacquelyn Mills va fer un documental sobre la vida i activitats de Zoe Lucas (Geographies of Solitude), que es va presentar al Festival de Cinema de Berlín de 2022.